# Tom Bruce
Tom Bruce (n. 17 aprilie 1952, Red Bluff, California, SUA – d. 9 aprilie 2020) a fost un înotător ce a reprezentat Statele Unite ale Americii, medaliat olimpic. A participat la o ediție a Jocurilor Olimpice (1972) în care a câștigat două medalii de aur și o medalie de argint.